# Blue Monster & Bikki
Blue Monster & Bikki foi um projeto sueco de bubblegum dance formado por volta de 2001 pelo produtor musical Adam Edelmann e a cantora Anna-Clara Blixt Modin. Nos seus anos ativos, o Blue Monster lançou o álbum Blue Monster que trouxe grandes hits do grupo como "Snow Monster" e "Pata Pata"; no entanto, o lançamento nunca aconteceu, e como o produtor Adam Edelmann revelou anos mais tarde em uma entrevista que projeto Blue Monster chegou no momento certo, pois a popularidade da bubblegum dance estava chegando ao fim. Em seu site oficial, eles se descreviam o projeto como "uma mistura de Aqua e Sesame Street".
Além disso, Blue Monster foi o personagem principal em um comercial para Del Monte (que foi exibido na MTV daquele país) e apareceu em vários programas de comédia. Ele até divertiu os ganhadores do Prêmio Nobel durante as Cerimônias do Prêmio em Estocolmo. Em 2010, o raro álbum de Blue Monster foi remasterizado e lançado no iTunes International. O álbum de 13 faixas, que anteriormente estava disponível apenas com uma taxa de bits muito baixa, foi lançado oficialmente pelo Ubetoo.com devido à demanda do público.

## Discografia

### Álbum de estúdio
- 2002: Blue Monster
- 2010: Blue Monster & Bikki Girl

### Singles
- "Monster Oh Monster" (Remix) (2002)
- "Pata Pata" (2002)[2]